# Mansur bin Zayd Al Nahyan
Manṣūr bin Zāyed Āl Nahyān (in arabo منصور بن زايد آل نهيان‎?; Abu Dhabi, 20 novembre 1970) è un politico e imprenditore emiratino, vice presidente e vice primo ministro degli Emirati Arabi Uniti e ministro della Corte presidenziale, nonché membro della famiglia reggente di Abu Dhabi.

## Biografia
Si è sposato con ʿAliya bint al-Butti Muhammad bin Ḥāmed, dalla quale nel 1998 ha avuto un figlio: Zayed b. Manṣūr bin Zayed Āl Nahyān. In seguito si è sposato con Manal bint Muḥammad b. Rashīd Āl Maktūm, figlia di Mohammed bin Rashid Al Maktum (l'attuale primo ministro e vice presidente degli Emirati Arabi Uniti nonché emiro di Dubai). Da lei ha avuto due figli.
È cugino di Tamim bin Hamad Al Thani, emiro del Qatar.

## Carriera
Dopo essersi laureato in relazioni internazionali nel 1993 negli Stati Uniti, ha iniziato una lunga carriera politica nelle istituzioni emiratine e in altre società.
Ha ricoperto o ricopre le cariche di:
- Vice presidente degli Emirati Arabi Uniti (dal 30 marzo 2023)[1].
- Vice primo ministro degli Emirati Arabi Uniti dal 2004.
- Ministro degli affari presidenziali.
- Ministro della Corte presidenziale degli Emirati Arabi Uniti.
- Presidente della First Gulf Bank (fino al 2006).
- Vicepresidente del comitato dei ministri delle finanze e dello sviluppo economico.
- Presidente della Compagnia Internazionale degli Investimenti petroliferi (IPIC).
- Presidente del Dipartimento Giudiziario di Abu Dhabi.
- Presidente del consiglio di amministrazione dell'autorità di Abu Dhabi.
- Presidente della Emirates Investment Authority.
- Presidente della Mubadala Investment Company.
- Presidente della Fondazione Emirates.
- Presidente della Fondazione Khalifa.

Nel 2008 è diventato azionista di Barclays, una delle più grandi banche della Gran Bretagna.

### Investimenti nello sport
È il presidente dell'Al Jazira Sports Company, che possiede il club emiratino dell'Al-Jazira.
Il 1º settembre 2007 l'Abu Dhabi United Group (ADUG), di cui è proprietario, trova un accordo con Thaksin Shinawatra per l'acquisto del Manchester City. Il 23 settembre successivo l'operazione viene finalizzata e Khaldun al-Mubarak viene nominato presidente del club.
Negli anni successivi il club diventa una delle squadre di maggiore successo a livello nazionale e una tra le più competitive a livello internazionale. Durante la proprietà di Mansur bin Zayd Al Nahyan, il Manchester City conquista tre FA Cup (2010-2011, 2018-2019 e 2022-2023), otto Premier League (2011-2012, 2013-2014, 2017-2018, 2018-2019, 2020-2021, 2021-2022, 2022-2023 e 2023-2024), sei English Football League Cup (2013-2014, 2015-2016, 2017-2018, 2018-2019, 2019-2020 e 2020-21) e quattro FA Community Shield (2012, 2018, 2019 e 2024), oltre a vincere, per la prima volta nella storia del club, la UEFA Champions League nella stagione 2022-2023.
Dal 2013, tramite l'Abu Dhabi United Group, è proprietario del City Football Group, una holding company attiva nel campo dell'intrattenimento sportivo. Al 2023, il City Football Group possiede quote di maggioranza in dieci club (Manchester City, New York City, Melbourne City, Montevideo City Torque, Girona, Mumbai City, Lommel, Troyes, Palermo e Bahia) e di minoranza in due club (Yokohama Marinos e Shenzhen Xin Pengcheng).